# Innovative Medicines Initiative
Innovative Medicines Initiative (IMI) ist eine Initiative zur Steigerung der Wettbewerbsfähigkeit der pharmazeutischen Forschungseinrichtungen in der Europäischen Union. Die IMI ist ein Public-Private-Partnership der Europäischen Kommission und der EFPIA, der European Federation of Pharmaceutical Industries and Associations (deutsch: Europäische Vereinigung von pharmazeutischen Industrien und Verbänden). IMI ist Teil der 7. Forschungsrahmenprogramms.
Aktuell geförderte Projekte sind unter anderem:
- EMTRAIN: European Medicines Research Training Network, deutsch: Europäisches Medizin-Forschungs-Ausbildungs-Netzwerk

- Eu2P: European programme in Pharmacovigilance and Pharmacoepidemiology, deutsch: Europäisches Programm zu Nebenwirkungen (Pharmakovigilanz) und Wirkungen von Arzneimitteln in der Bevölkerung (Pharmakoepidemiologie)

- Pharmatrain: Pharmaceutical Medicine Training Programme, deutsch: Pharmazeutisches Medizin-Ausbildungs-Programm

- SafeSciMET: European Modular Education and Training Programme in Safety Sciences for Medicines, deutsch: Europäisches modulares Erziehungs- und Ausbildungs-Programm in Sicherheitswissenschaften für die Medizin